# 錢幣 (塔羅牌)
在塔羅牌中，錢幣牌組是小阿爾克那中的一個花色，又稱為五角星牌組。在西方四大元素中象徵土，對應通用撲克牌中的方塊花色。正如其他塔羅牌組，錢幣牌組同樣包含了十四張牌：一（Ace）、從二到十的數字牌、隨從、騎士、王后以及國王。
這個牌組代表城市中的第三階級，也就是商人、藝術家以及一般居民。

## 占卜學上的含意
作占卜使用時，此牌組與西方四大基本元素中的地互相連結，具有身軀肉體、財產或財富上的意義。在拉丁紙牌中，金幣牌組代表封建制度下的商人及貿易家，因此延伸出諸如代表人生的、實際面上的物質、財運、和女性性格中較實際的一面。雖然跟權杖一樣可以解釋為工作與勞力，但權杖主要是注重生意的經營，而錢幣強調最後的收穫。相關的特徵以及人格特質包含黑髮、黑眼睛、以及健壯的體格。一般設想人格特徵為比較實際。
在萊德偉特卡牌及其衍生卡牌裡，此牌組被稱作五角星牌組，每張紙牌的一至數個金幣上都畫有五角星的圖樣。在托特之書中，此牌組被稱作圓盤牌組（the suit of discs），這些紙牌也分別與黃道十二宮中土屬性的金牛座、處女座以及山羊座相關，都是實際、腳踏實地的星座。

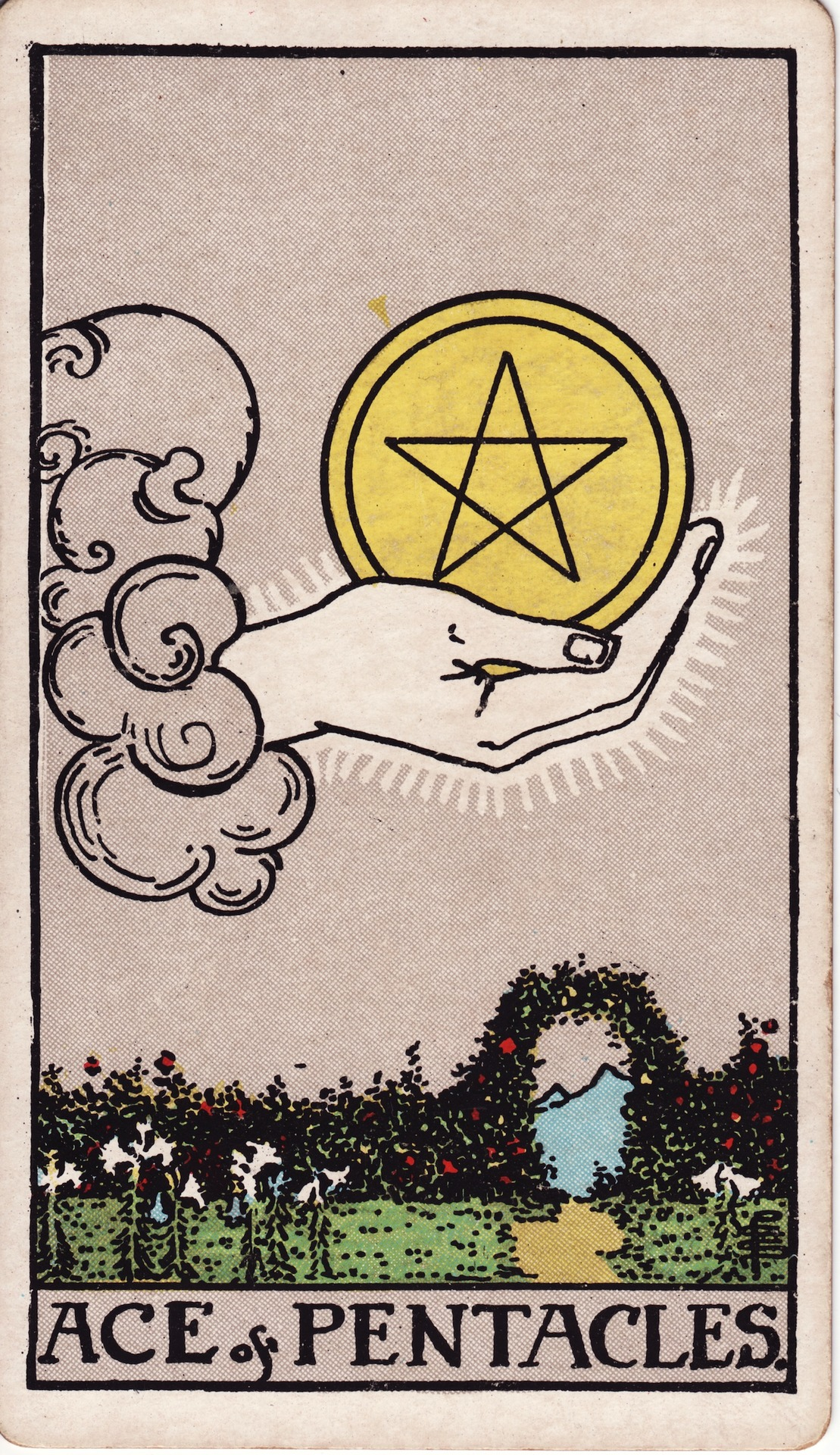
錢幣一
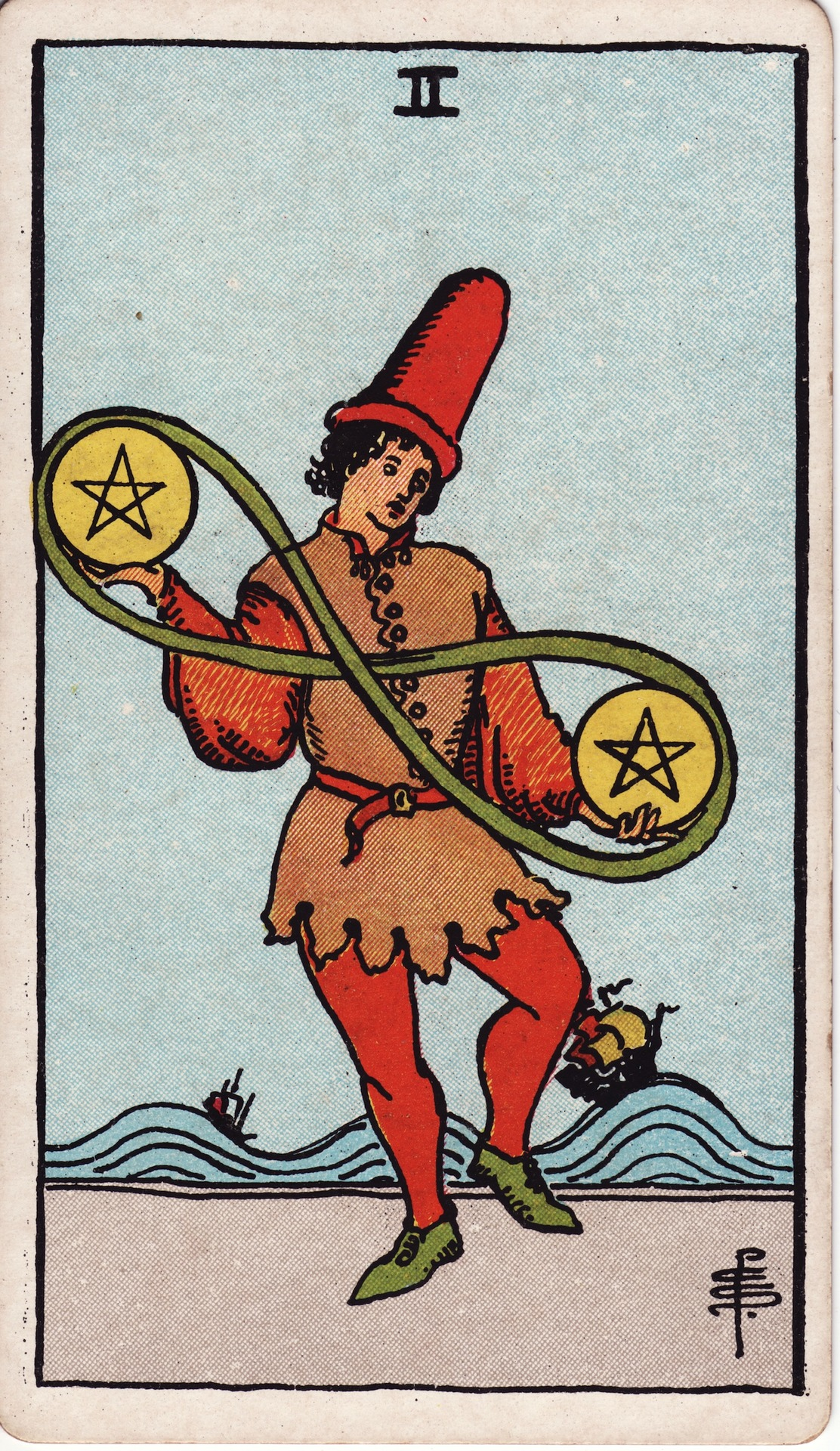
錢幣二
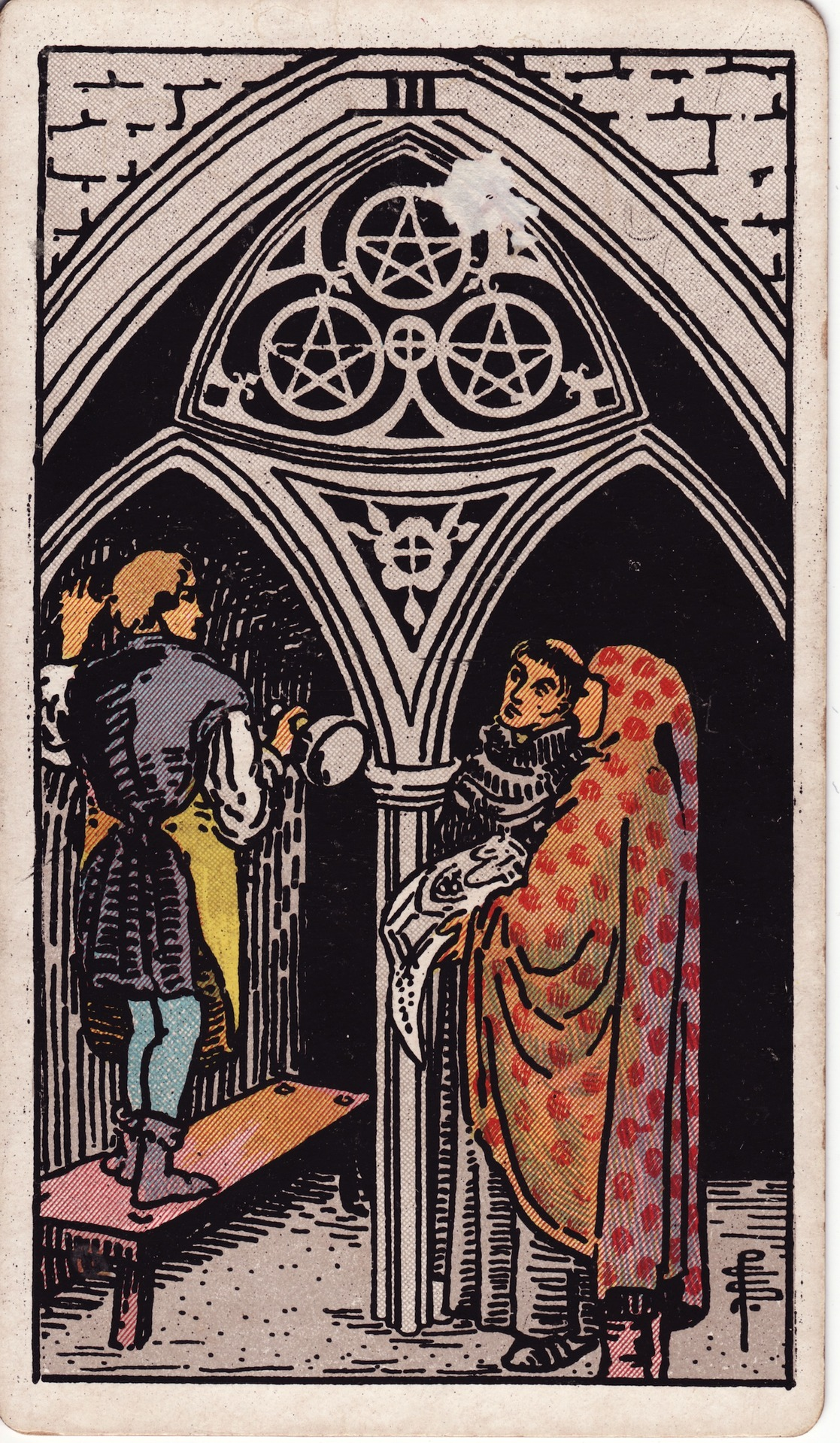
錢幣三
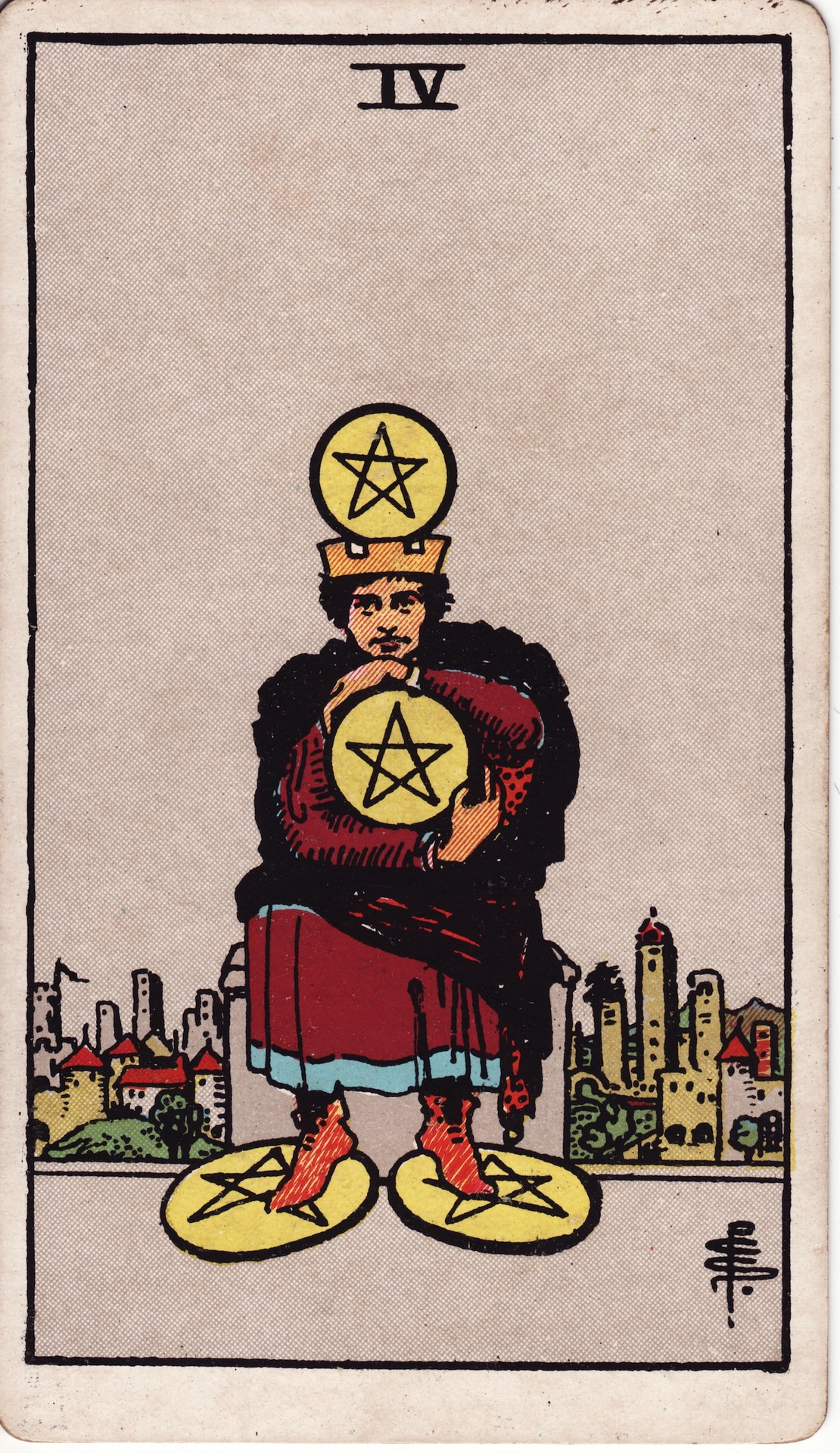
錢幣四
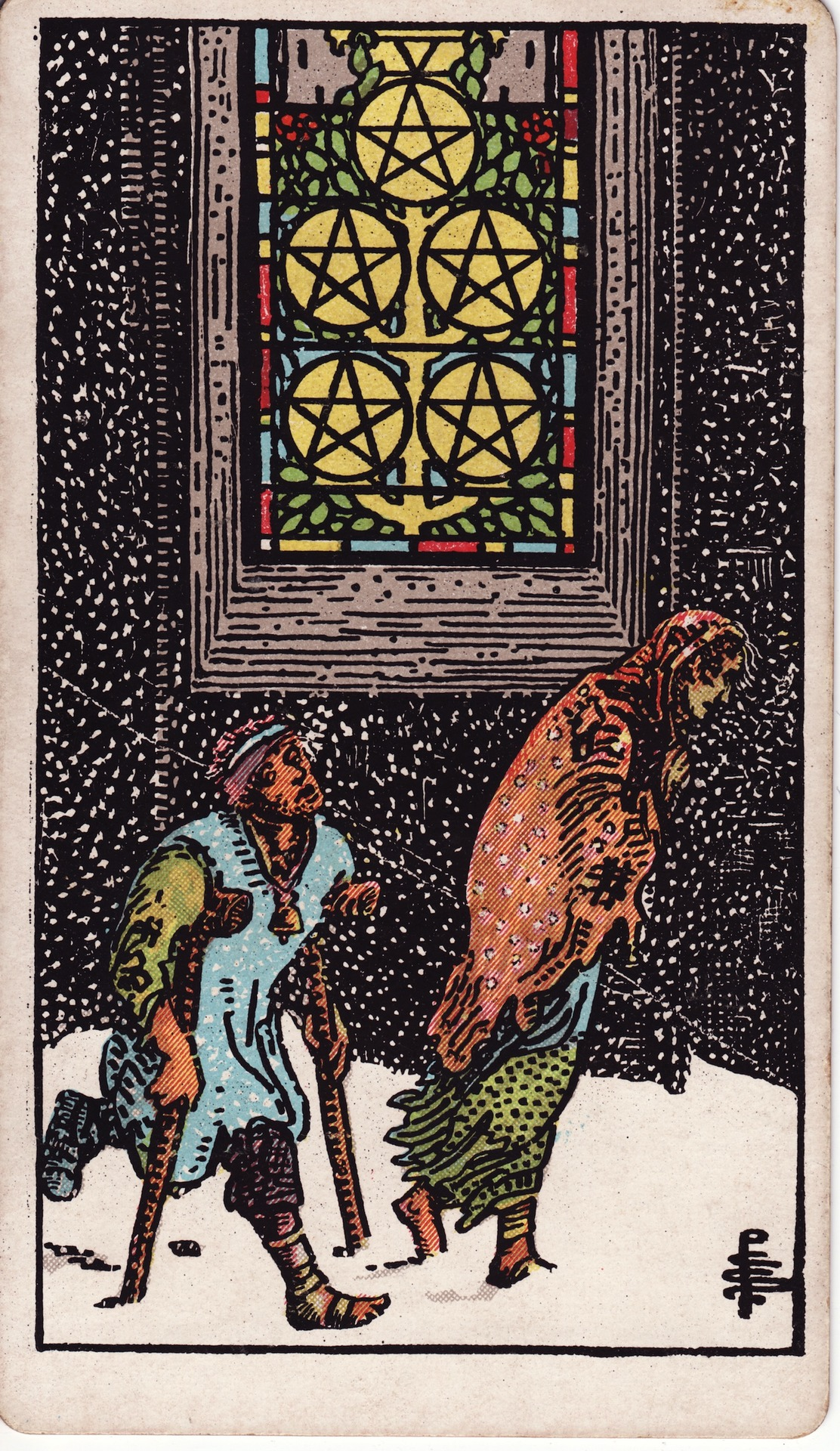
錢幣五
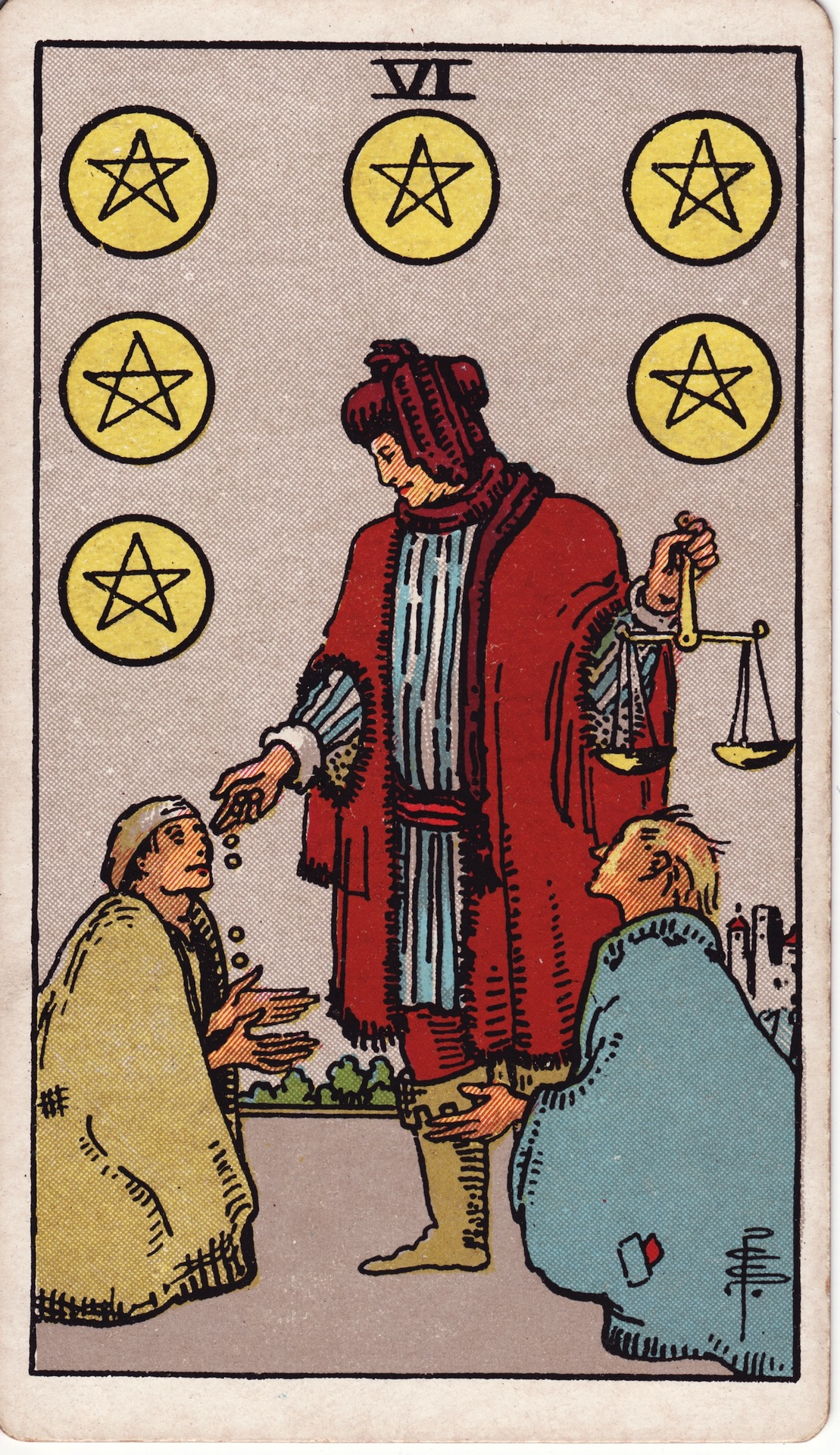
錢幣六
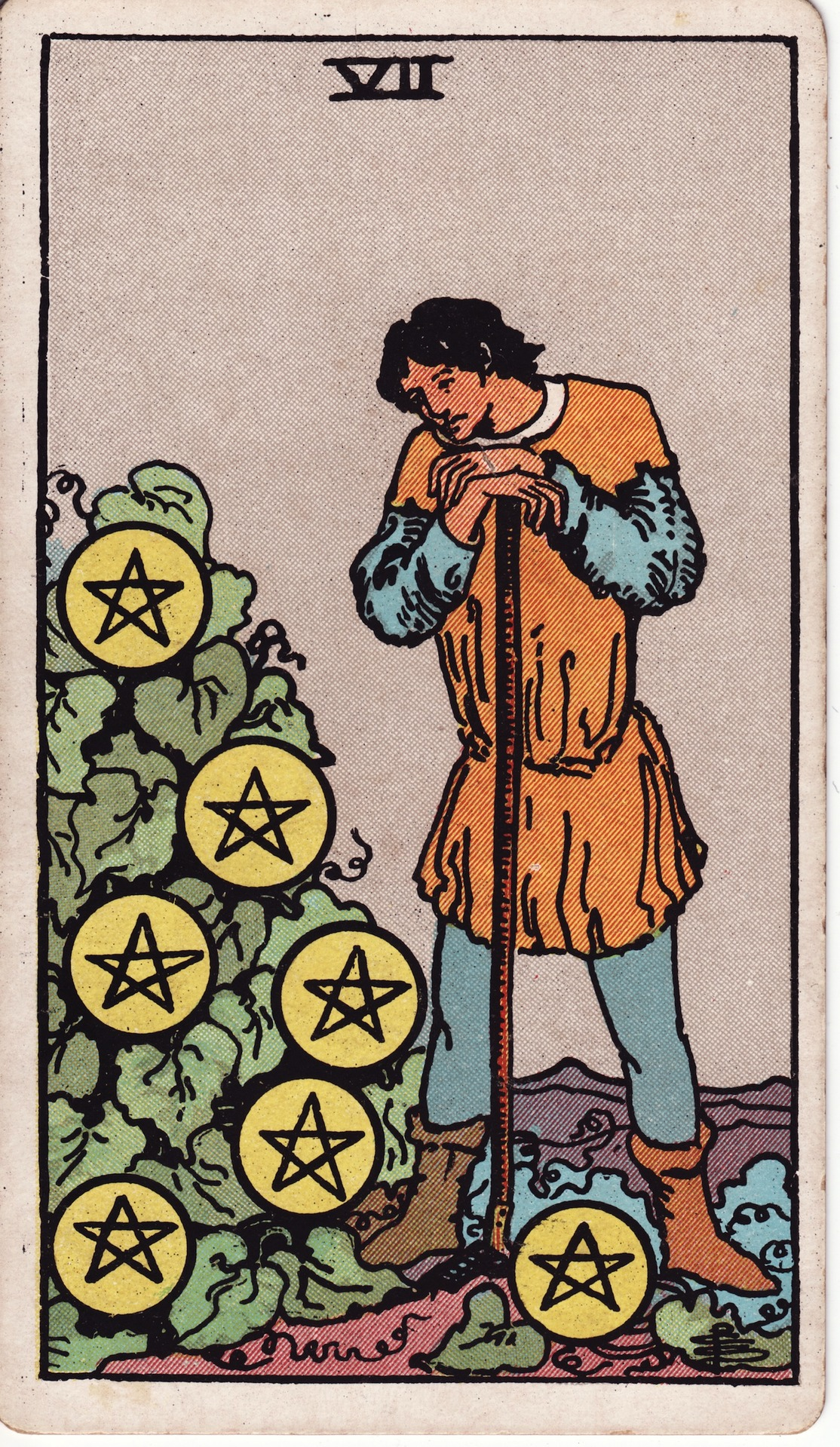
錢幣七
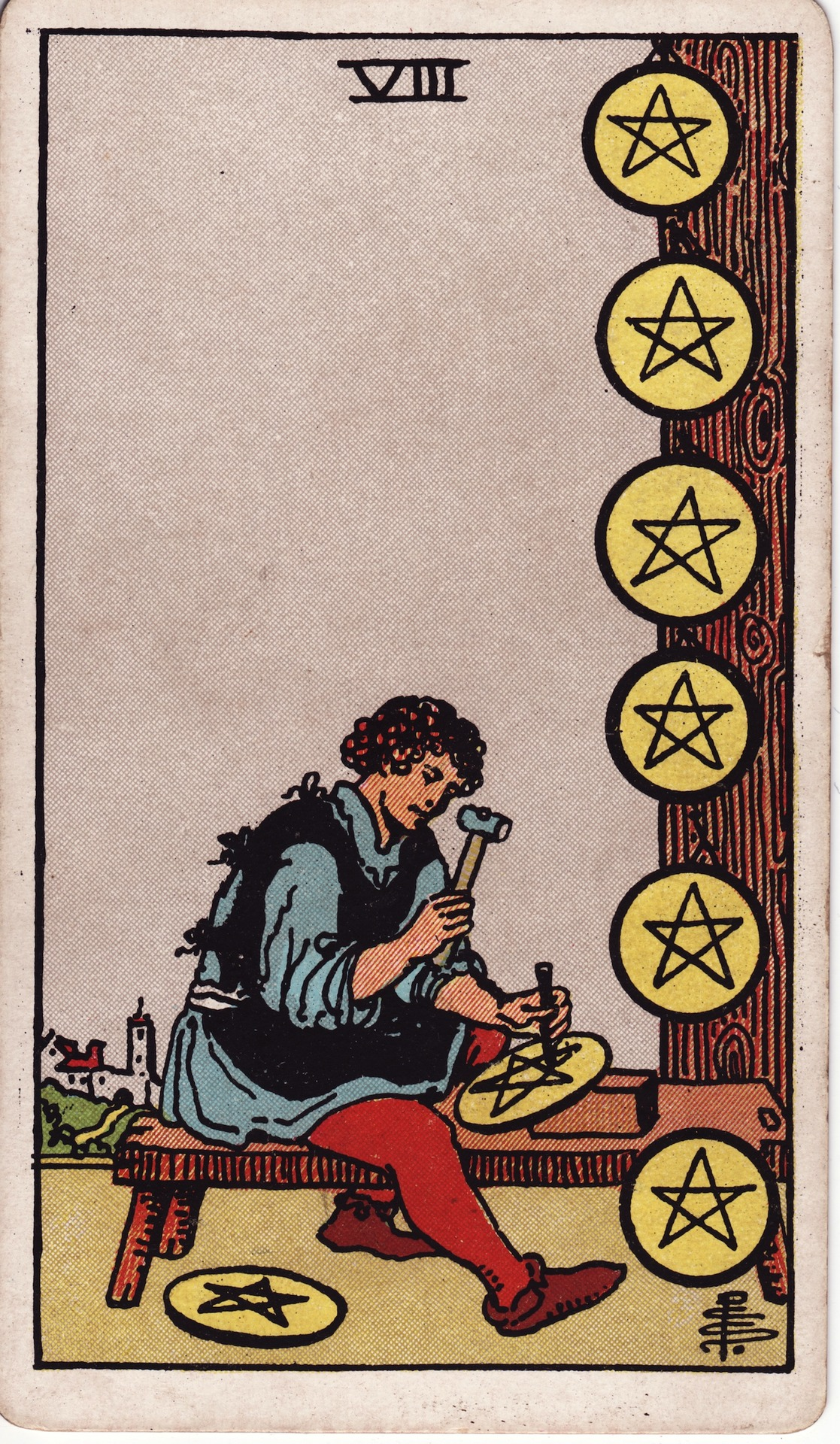
錢幣八
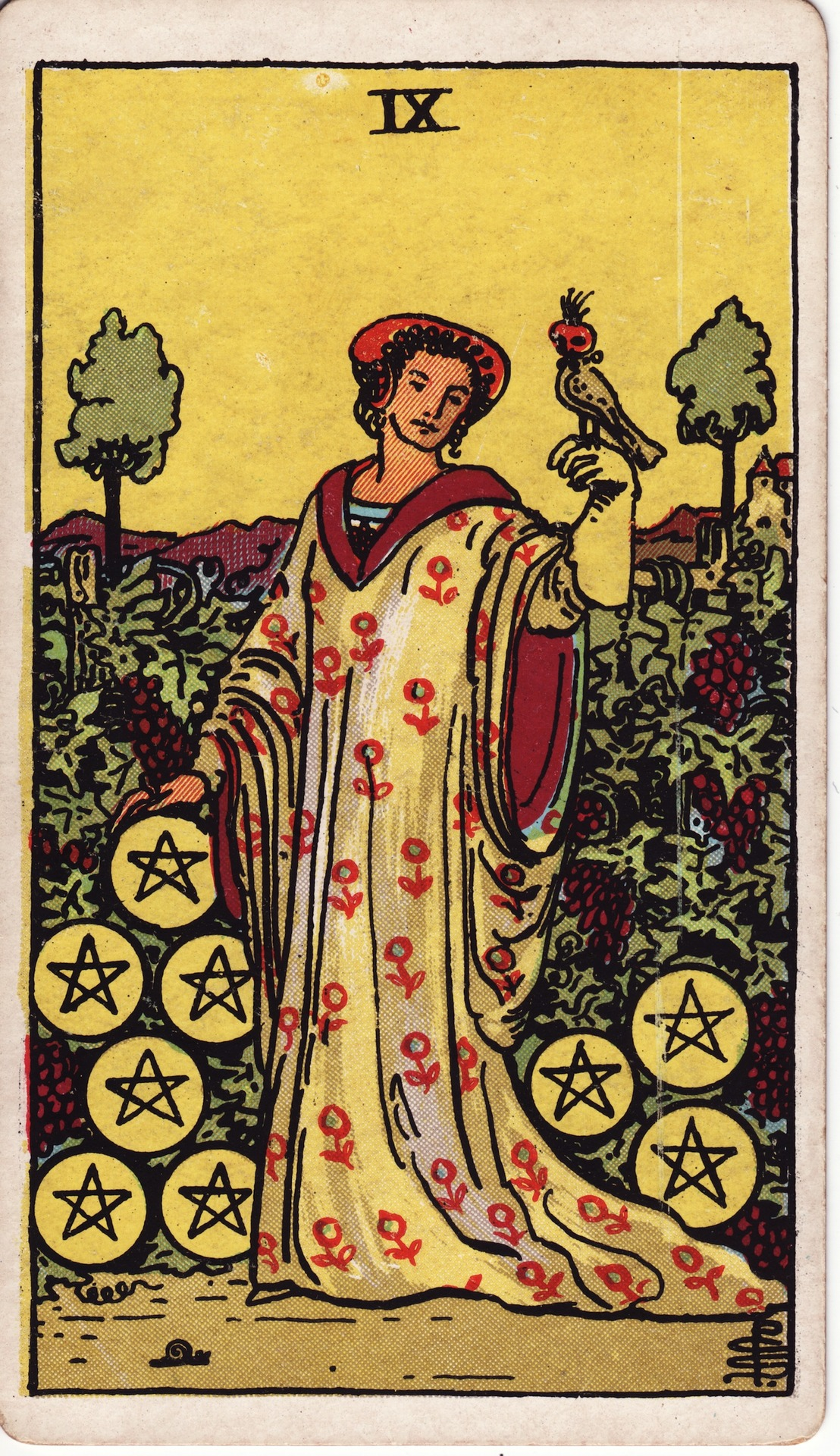
錢幣九
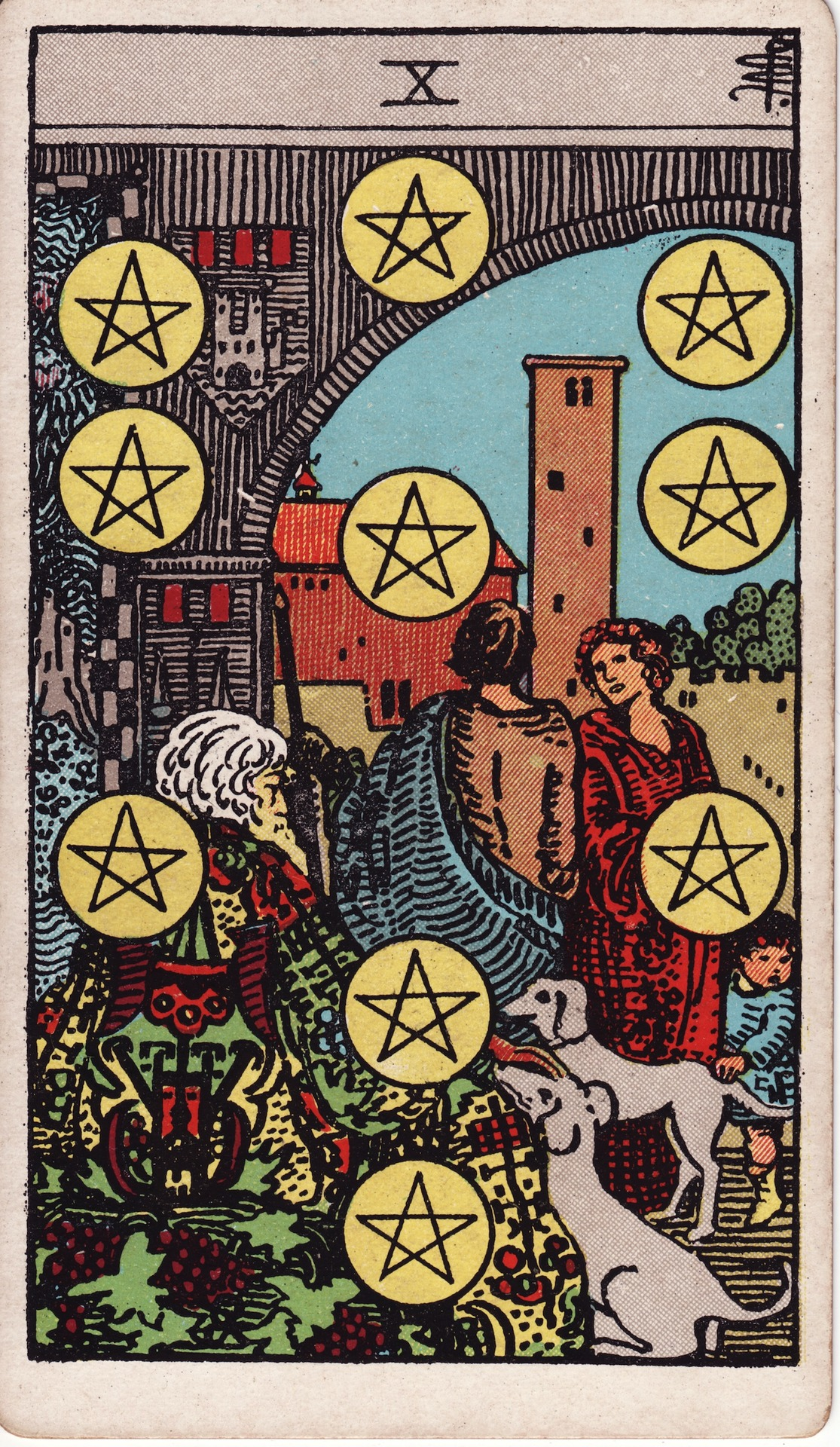
錢幣十
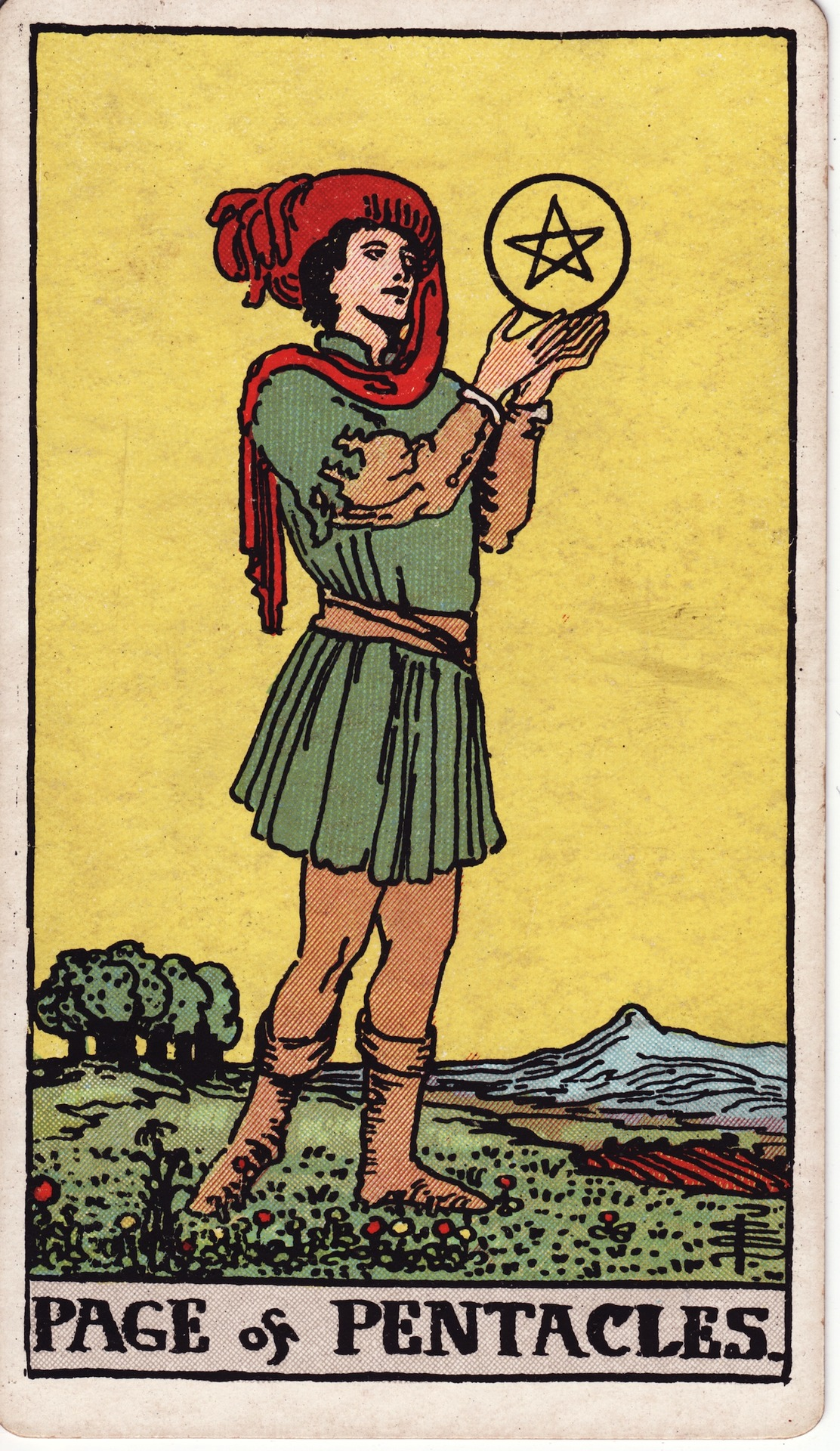
錢幣隨從
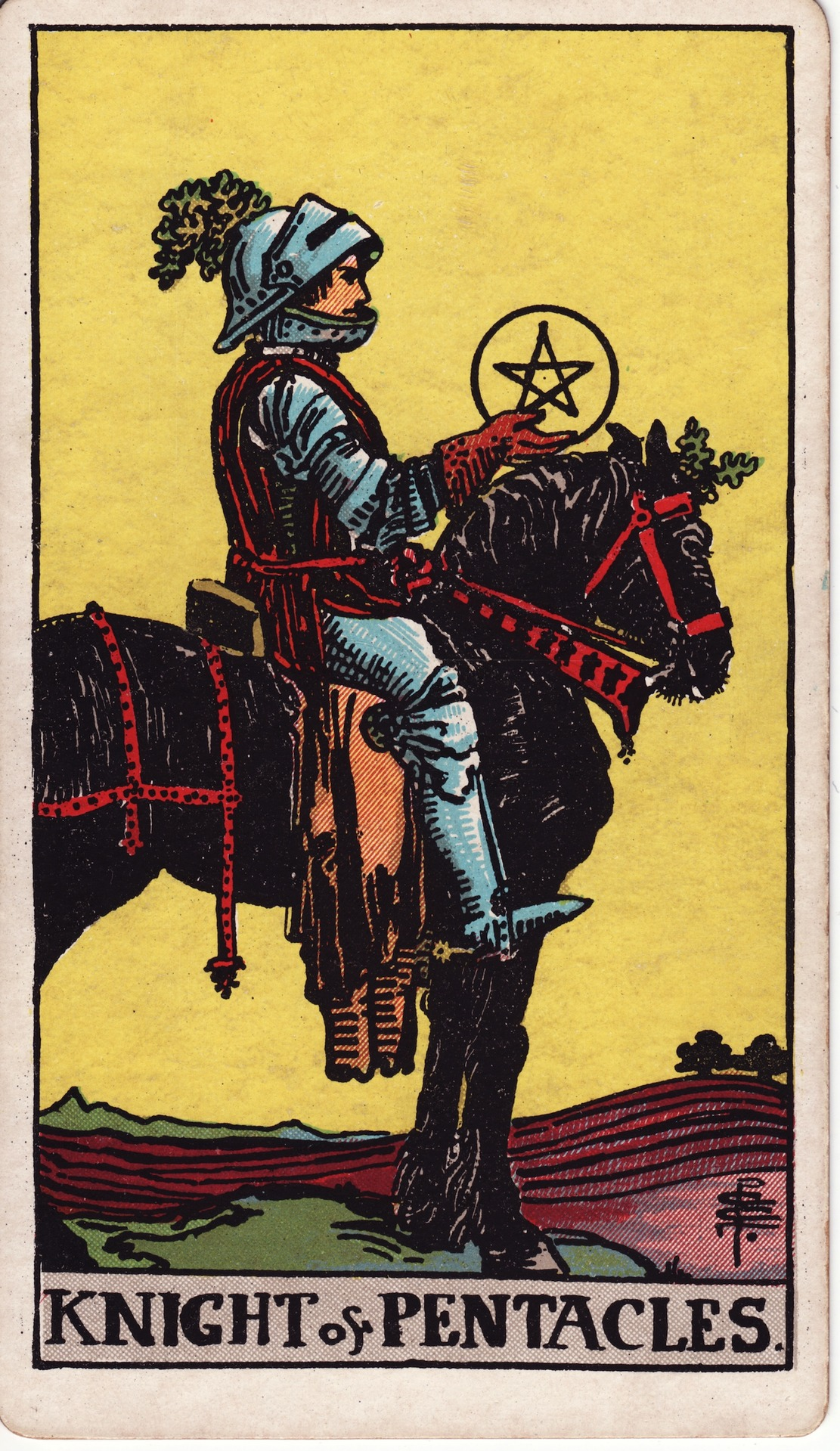
錢幣騎士
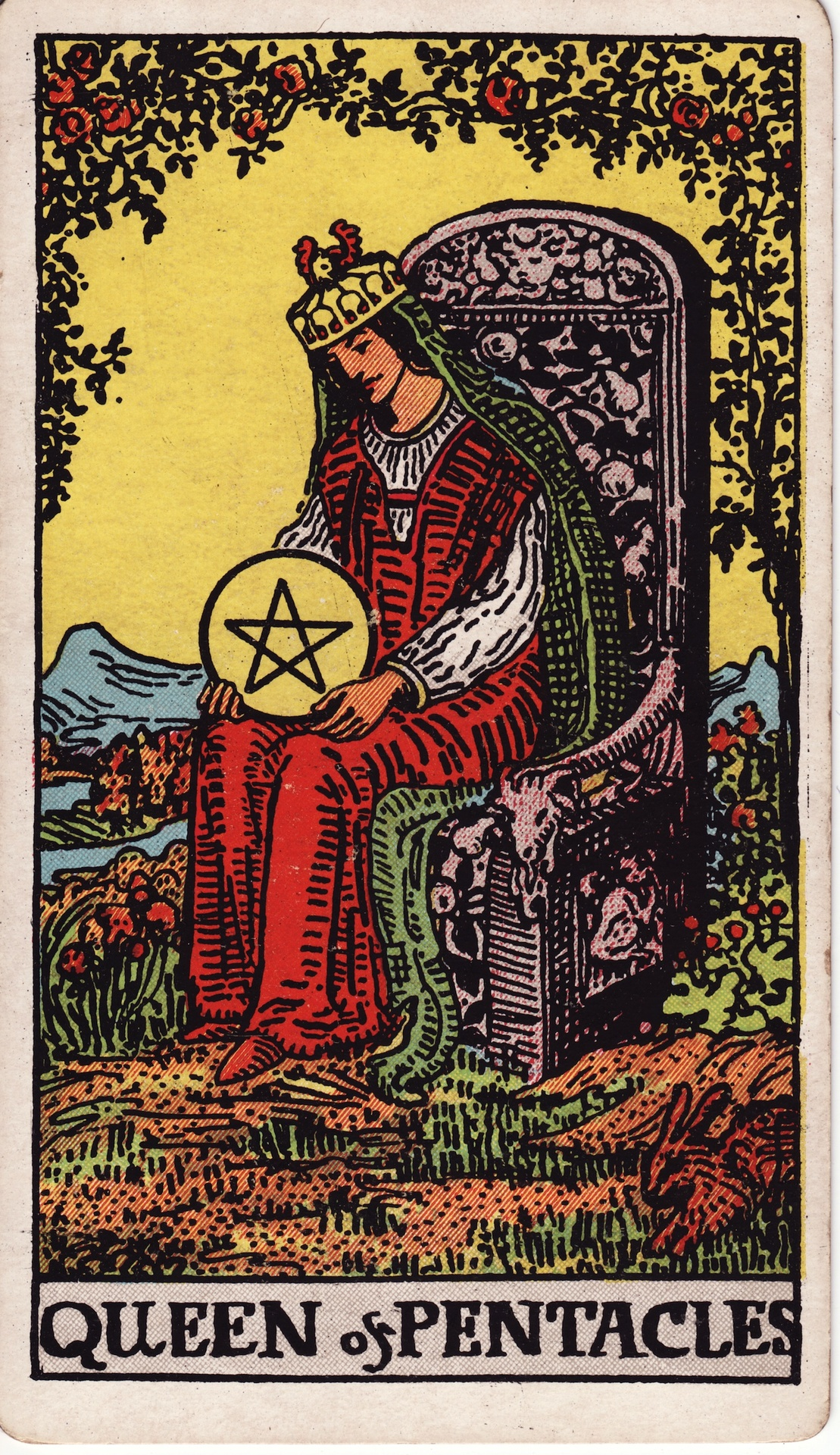
錢幣王后
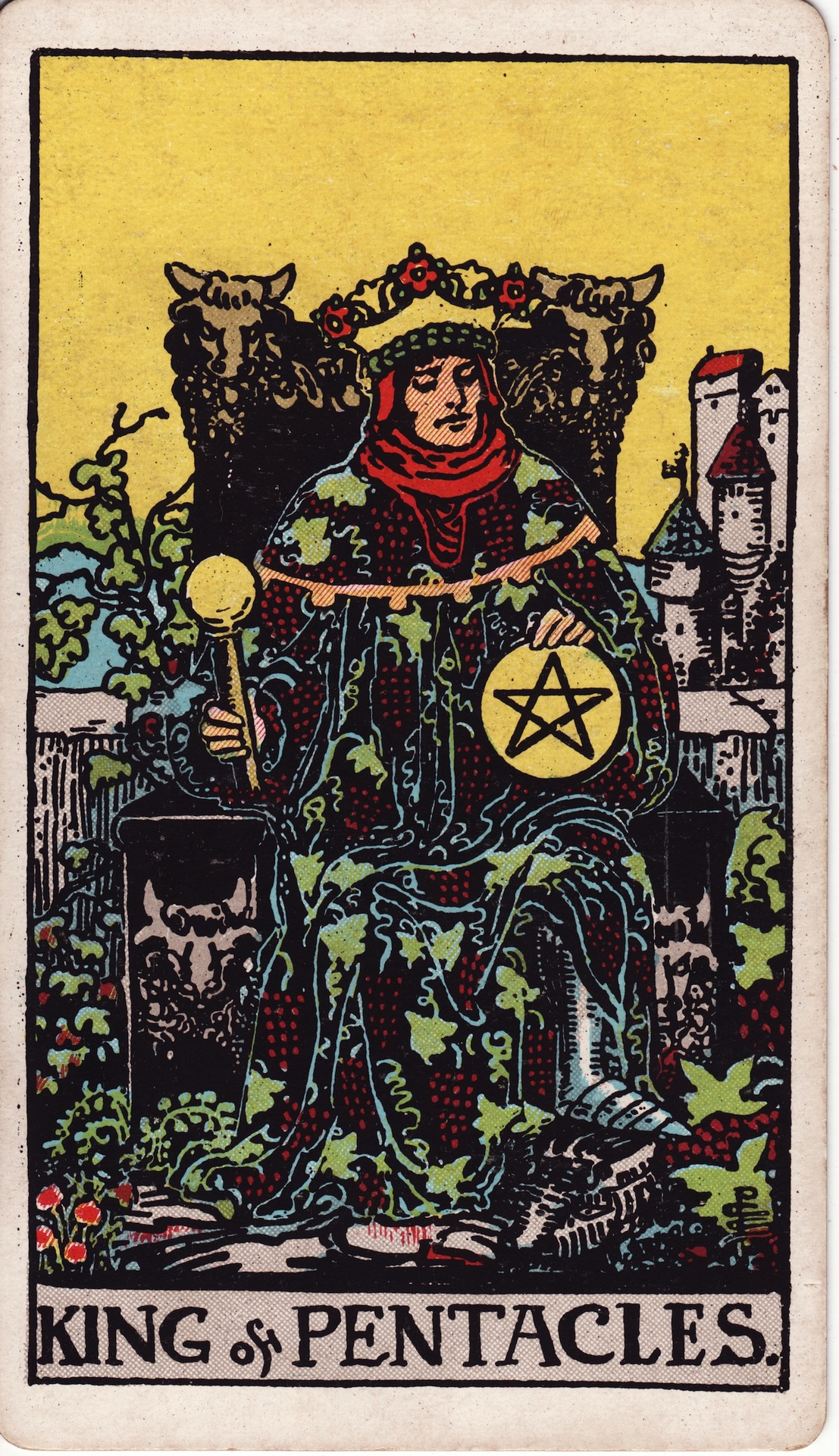
錢幣國王